# تل التل
تل التل يقع في فلسطين على بعد حوالي 3 كيلو متر من قرية بيتين. تبلغ مساحته حوالي 11 هكتار، وقد كان مأهولاً بالسكان ومحصناً خلال المراحل الثلاث الأولى من العصر البرونزي القديم.